# Silas Reynolds Barton
Silas Reynolds Barton (* 21. Mai 1872 in New London, Henry County, Iowa; † 7. November 1916 in Grand Island, Nebraska) war ein US-amerikanischer Politiker. Zwischen 1913 und 1915 vertrat er den fünften Wahlbezirk des Bundesstaates Nebraska im US-Repräsentantenhaus.

## Werdegang
Bereits im Jahr 1873 zog Silas Barton mit seinen Eltern in das Hamilton County in Nebraska. Dort besuchte er die Aurora High School und die Peru State Normal School. Danach arbeitete er als Farmer und Lehrer. Zwischen 1898 und 1901 war er stellvertretender Kämmerer im Hamilton County. Zwischen 1901 und 1908 war er führendes Mitglied einer heute nicht mehr bestehenden Bruderschaft mit dem Namen „Ancient Order of United Workmen of Nebraska“.
Barton war Mitglied der Republikanischen Partei. Zwischen 1909 und 1913 war er Leiter des Rechnungshofes (State Auditor) von Nebraska und gleichzeitig Versicherungsbeauftragter dieses Staates. Er war auch Mitglied der bundesweiten Vereinigung aller staatlichen Versicherungsbeauftragten. 1912 wurde Barton im fünften Distrikt von Nebraska in das US-Repräsentantenhaus gewählt, wo er am 4. März 1913 George W. Norris ablöste. Im Kongress absolvierte er bis zum 3. März 1915 nur eine Legislaturperiode. Er strebte im Jahr 1916 eine erneute Kandidatur an, starb aber noch vor den Wahlen.